# Hans-Böckler-Medaille

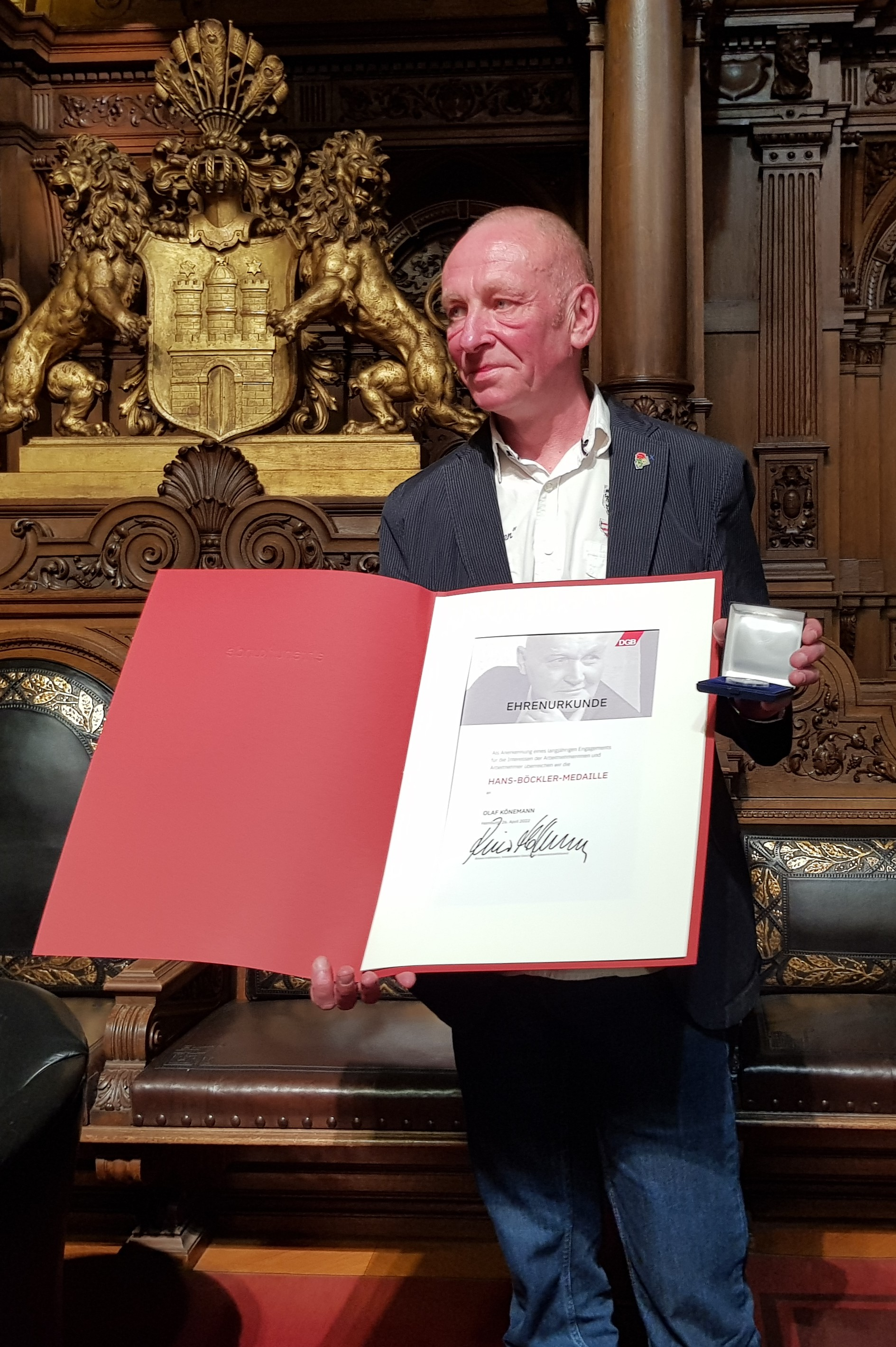
12-Euro-Mindestlohnkämpfer Olaf Könemann, ver.di, mit Hans-Böckler-Medaille, am 26. April 2022, im Hamburger Rathaus

Zur Erinnerung an das Lebenswerk von Hans Böckler, der der erste Vorsitzende des Deutschen Gewerkschaftsbundes (DGB) nach 1945 war, wird vom DGB und seinen Einzelgewerkschaften die Hans-Böckler-Medaille vergeben. Sie ist die höchste Auszeichnung der Gewerkschaften in Deutschland. Mit ihrer Verleihung werden besondere Verdienste im gewerkschaftlichen Bereich, vor allem ehrenamtliches Engagement, gewürdigt. Die Auszeichnung wird  auf Beschluss des Geschäftsführenden Bundesvorstandes des DGB vergeben. Anträge erfolgen in der Regel über die Vorstände der Mitgliedsgewerkschaften oder die DGB-Bezirksvorstände.

## Gestaltung

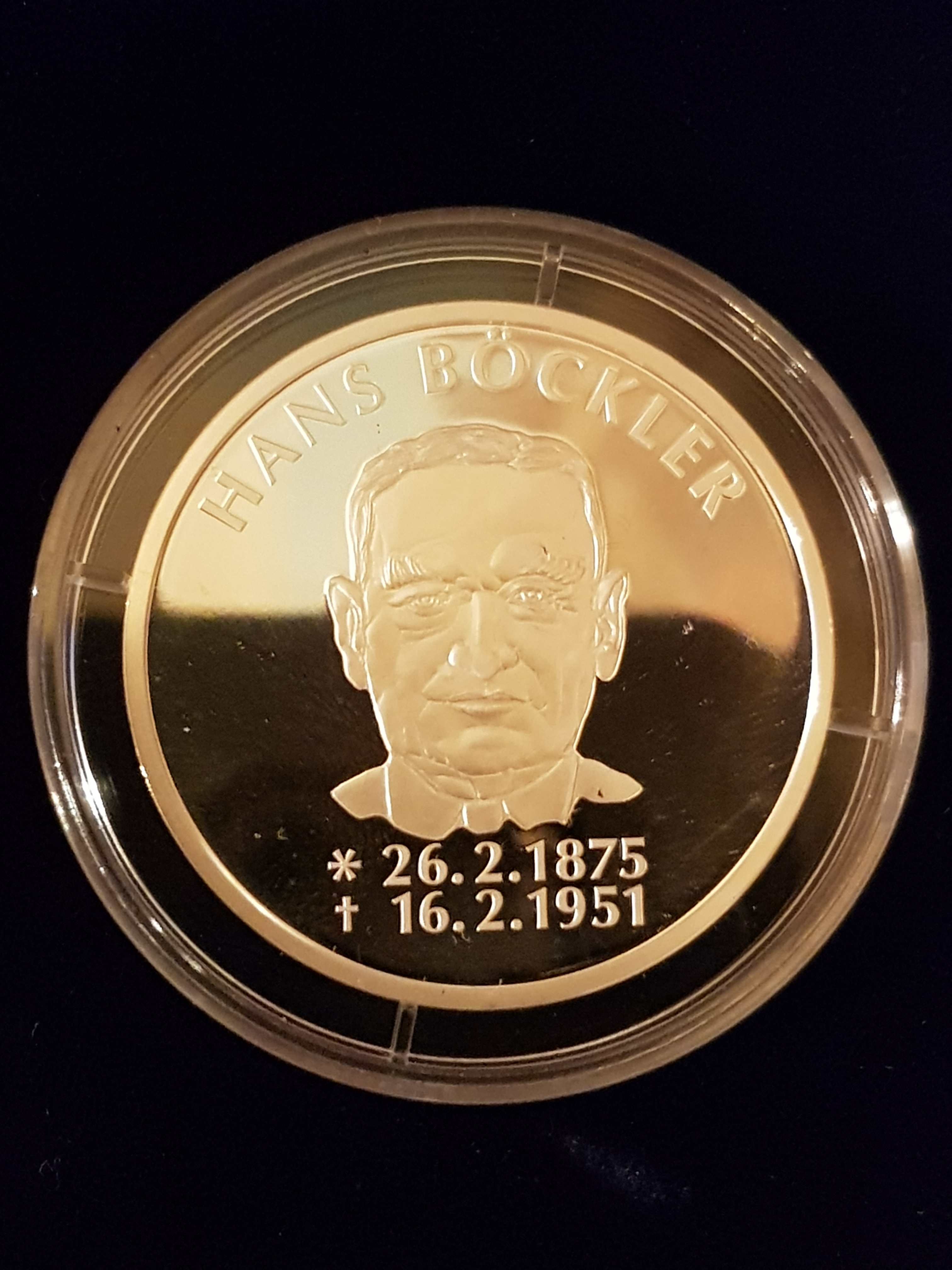
Hans-Böckler-Medaille, Vorderseite

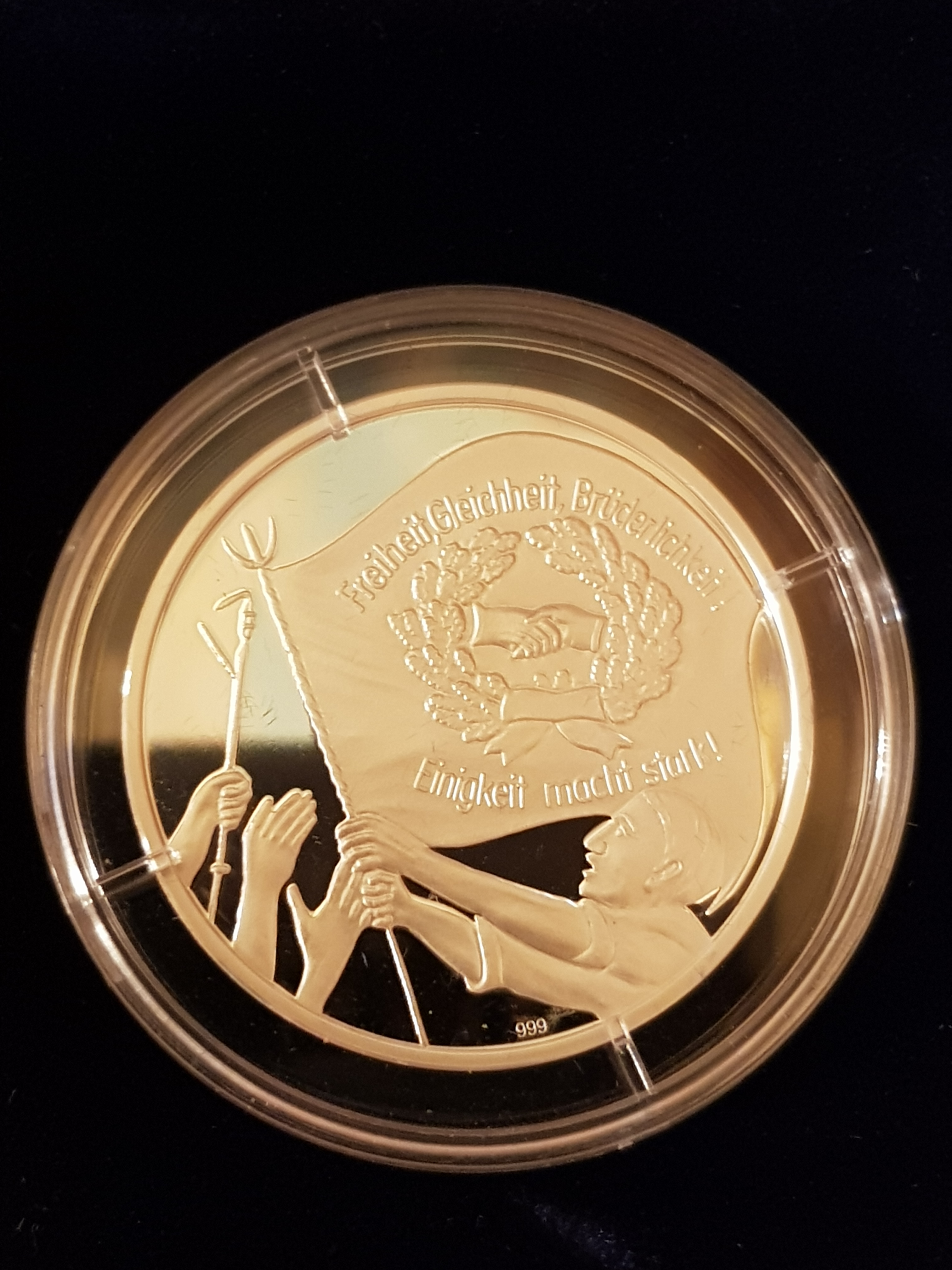
Hans-Böckler-Medaille, Rückseite

Die Medaille ist versilbert. Im Original sehr hell – und relativ schwer. Auf der Vorderseite sind das Porträt Hans Böckler, die Daten 26.2.1875 und 16.2.1951, auf der Rückseite ein Gewerkschafter mit Arbeiterfahne und die Aufschrift „Freiheit, Gleichheit, Brüderlichkeit! Einigkeit macht stark!“ zu sehen.

## Preisträger (Auswahl)

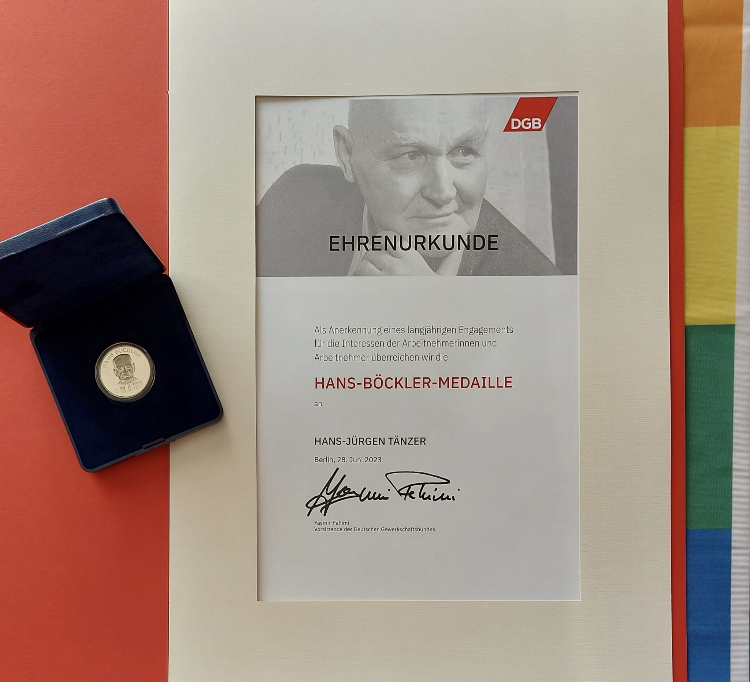
Hans-Böckler-Medaille und Urkunde von Hans-Jürgen Tänzer verliehen im Juni 2023

- 2023 Reinhard Böckl

- 2021 Eleonore Kujawa
- 2021 Wilhelm Kulke
- 2018 Werner Siebler
- 2015 Sabine Danicke
- 2008 Christian Führer
- 2005 Martin Löwenberg
- 1997 Otto Wiesheu
- 1991 Elisabeth Alschner
- 1983 Eduard Wörmann
- 1967 Peter Zink
- Egon Kuhn
- Hans-Böckler-Medaille und Urkunde von Hans-Jürgen Tänzer verliehen im Juni 2023 Josef Endres
- Alfred Klose
- Karl Saulheimer

## Anzahl der Verleihung
Jahr  Anzahl der Medaille.
- 2010 |15
- 2011 |14
- 2012 |21
- 2013 |14
- 2014 |11
- 2016 |9
- 2017 |15
- 2018 |14
- 2020 |5
- 2021 |17